# Conistra spadiceoides
Conistra spadiceoides là một loài bướm đêm trong họ Noctuidae.